# Benjamin Kiplagat

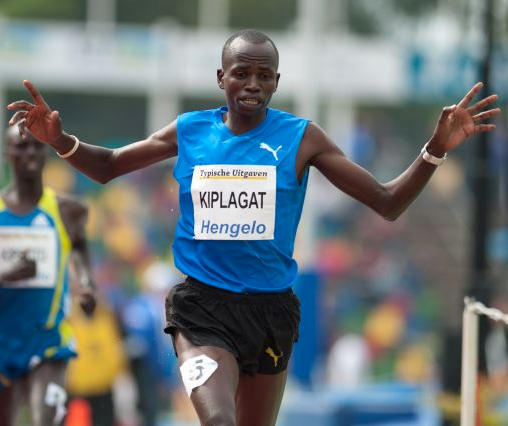
Benjamin Kiplagat, maj 2010.

Benjamin Kiplagat, född 4 mars 1989 i Magoro i östra Uganda, död 31 december 2023 nära Eldoret, Kenya, var en ugandisk friidrottare som tävlade i långdistanslöpning, specialiserad på hinderlöpning.
Kiplagats genombrott kom när han blev tvåa vid VM för juniorer 2008 på 3 000 meter hinder. Samma år deltog han vid Olympiska sommarspelen 2008 där han slutade på nionde plats. Han fick även delta vid IAAF World Athletics Final i Stuttgart där han placerade sig som femma. Kiplagat hittades mördad i en bil nära den kenyanska staden Eldoret den 31 december 2023.

## Personliga rekord
- 1 500 meter  3.38,86   Nijmegen  27 maj 2009
- 3 000 meter  7.46,50   Dakar  24 april 2010
- 5 000 meter  13.22,67   Kassel  6 juni 2007
- 10 000 meter  29.03,1   Bugembe  29 juli 2006
- 2 000 meter hinder 5.41,1   Nairobi  15 juni 2005
- 3 000 meter hinder 8.03,81   Lausanne  8 juli 2010